# 弯蕊开口箭
弯蕊开口箭（学名：Tupistra wattii）是天门冬科开口箭属的植物。分布在印度、不丹以及中国大陆的广西、四川、广东、贵州、云南等地，生长于海拔600米至2,800米的地区，一般生于密林下荫湿处、溪边及山谷旁，目前尚未由人工引种栽培。